# Liste der Mitglieder des australischen Repräsentantenhauses (1980–1983)
Dies ist die Liste der Abgeordneten des australischen Repräsentantenhauses zwischen 1980 und 1983.
Insgesamt wurden 125 Mitglieder bei den Parlamentswahlen 1980 für das Unterhaus gewählt.
Die nationalliberale Koalition aus der National Country Party und der Liberal Party of Australia bildete mit 80 Sitzen die Mehrheit.
| Mitglied           | Partei                             | Wahlkreis          | Bundesstaat bzw. Territorium | Amtszeiten           |
| ------------------ | ---------------------------------- | ------------------ | ---------------------------- | -------------------- |
| Evan Adermann      | National Country Party             | Fisher             | Queensland                   | 1972–1990            |
| Doug Anthony       | National Country Party             | Richmond           | New South Wales              | 1957–1984            |
| John Armitage      | Australian Labor Party             | Chifley            | New South Wales              | 1961–1963, 1969–1983 |
| Michael Baume      | Liberal Party of Australia         | Macarthur          | New South Wales              | 1975–1983            |
| Kim Beazley        | Australian Labor Party             | Swan               | Western Australia            | 1980–2007            |
| Jack Birney        | Liberal Party of Australia         | Phillip            | New South Wales              | 1975–1983            |
| Neal Blewett       | Australian Labor Party             | Bonython           | South Australia              | 1977–1994            |
| Lionel Bowen       | Australian Labor Party             | Kingsford-Smith    | New South Wales              | 1969–1990            |
| John Bourchier     | Liberal Party of Australia         | Bendigo            | Victoria                     | 1972–1983            |
| James Bradfield    | Liberal Party of Australia         | Barton             | New South Wales              | 1975–1983            |
| Ray Braithwaite    | National Country Party             | Dawson             | Queensland                   | 1975–1996            |
| Bob Brown          | Australian Labor Party             | Hunter             | New South Wales              | 1980–1998            |
| John Brown         | Australian Labor Party             | Parramatta         | New South Wales              | 1977–1990            |
| Neil Brown         | Liberal Party of Australia         | Diamond Valley     | Victoria                     | 1969–1972, 1975–1991 |
| Mel Bungey         | Liberal Party of Australia         | Canning            | Western Australia            | 1974–1983            |
| Max Burr           | Liberal Party of Australia         | Wilmot             | Tasmanien                    | 1975–1993            |
| Alan Cadman        | Liberal Party of Australia         | Mitchell           | New South Wales              | 1974–2007            |
| Donald Cameron     | Liberal Party of Australia         | Fadden             | Queensland                   | 1966–1983, 1983–1990 |
| Ewen Cameron       | Liberal Party of Australia         | Indi               | Victoria                     | 1977–1993            |
| Ian Cameron        | National Country Party             | Maranoa            | Queensland                   | 1980–1990            |
| Graeme Campbell    | Australian Labor Party             | Kalgoorlie         | Western Australia            | 1980–1998            |
| Jim Carlton        | Liberal Party of Australia         | Mackellar          | New South Wales              | 1977–1994            |
| Moss Cass          | Australian Labor Party             | Maribyrnong        | Victoria                     | 1969–1983            |
| David Charles      | Australian Labor Party             | Isaacs             | Victoria                     | 1980–1990            |
| Grant Chapman      | Liberal Party of Australia         | Kingston           | South Australia              | 1975–1983            |
| Joan Child         | Australian Labor Party             | Henty              | Victoria                     | 1974–1975, 1980–1990 |
| Barry Cohen        | Australian Labor Party             | Robertson          | New South Wales              | 1969–1990            |
| Peter Coleman 4    | Liberal Party of Australia         | Wentworth          | New South Wales              | 1981–1987            |
| David Connolly     | Liberal Party of Australia         | Bradfield          | New South Wales              | 1974–1996            |
| Bruce Cowan        | National Country Party             | Lyne               | New South Wales              | 1980–1993            |
| Manfred Cross      | Australian Labor Party             | Brisbane           | Queensland                   | 1961–1975, 1980–1990 |
| Barry Cunningham   | Australian Labor Party             | McMillan           | Victoria                     | 1980–1990, 1993–1996 |
| Elaine Darling     | Australian Labor Party             | Lilley             | Queensland                   | 1980–1993            |
| Arthur Dean        | Liberal Party of Australia         | Herbert            | Queensland                   | 1977–1983            |
| John Dawkins       | Australian Labor Party             | Fremantle          | Western Australia            | 1974–1975, 1977–1994 |
| Don Dobie          | Liberal Party of Australia         | Cook               | New South Wales              | 1966–1972, 1975–1996 |
| Peter Drummond     | Liberal Party of Australia         | Forrest            | Western Australia            | 1972–1987            |
| Michael Duffy      | Australian Labor Party             | Holt               | Victoria                     | 1980–1996            |
| Harry Edwards      | Liberal Party of Australia         | Berowra            | New South Wales              | 1972–1993            |
| Robert Ellicott 4  | Liberal Party of Australia         | Wentworth          | New South Wales              | 1974–1981            |
| Doug Everingham    | Australian Labor Party             | Capricornia        | Queensland                   | 1967–1975, 1977–1984 |
| Peter Falconer     | Liberal Party of Australia         | Casey              | Victoria                     | 1975–1983            |
| Wal Fife           | Liberal Party of Australia         | Farrer             | New South Wales              | 1975–1993            |
| Peter Fisher       | National Country Party             | Mallee             | Victoria                     | 1972–1993            |
| Malcolm Fraser     | Liberal Party of Australia         | Wannon             | Victoria                     | 1955–1984            |
| Ross Free          | Australian Labor Party             | Macquarie          | New South Wales              | 1980–1996            |
| Ken Fry            | Australian Labor Party             | Fraser             | Australian Capital Territory | 1974–1984            |
| Victor Garland 3   | Liberal Party of Australia         | Curtin             | Western Australia            | 1969–1981            |
| Geoffrey Giles     | Liberal Party of Australia         | Wakefield          | South Australia              | 1964–1983            |
| Bruce Goodluck     | Liberal Party of Australia         | Franklin           | Tasmanien                    | 1975–1993            |
| Ray Groom          | Liberal Party of Australia         | Braddon            | Tasmanien                    | 1975–1984            |
| Steele Hall 2      | Liberal Party of Australia         | Boothby            | South Australia              | 1981–1996            |
| Graham Harris      | Liberal Party of Australia         | Chisholm           | Victoria                     | 1980–1983            |
| Bob Hawke          | Australian Labor Party             | Wills              | Victoria                     | 1980–1992            |
| Bill Hayden        | Australian Labor Party             | Oxley              | Queensland                   | 1961–1988            |
| Noel Hicks         | National Country Party             | Riverina           | New South Wales              | 1980–1998            |
| John Hodges        | Liberal Party of Australia         | Petrie             | Queensland                   | 1974–1983, 1984–1987 |
| Michael Hodgman    | Liberal Party of Australia         | Denison            | Tasmanien                    | 1975–1987            |
| Clyde Holding      | Australian Labor Party             | Melbourne Ports    | Victoria                     | 1977–1998            |
| John Howard        | Liberal Party of Australia         | Bennelong          | New South Wales              | 1974–2007            |
| Brian Howe         | Australian Labor Party             | Batman             | Victoria                     | 1977–1996            |
| Ben Humphreys      | Australian Labor Party             | Griffith           | Queensland                   | 1977–1996            |
| Ralph Hunt         | National Country Party             | Gwydir             | New South Wales              | 1969–1989            |
| Chris Hurford      | Australian Labor Party             | Adelaide           | South Australia              | 1969–1988            |
| John Hyde          | Liberal Party of Australia         | Moore              | Western Australia            | 1974–1983            |
| Ted Innes          | Australian Labor Party             | Melbourne          | Victoria                     | 1972–1983            |
| Ralph Jacobi       | Australian Labor Party             | Hawker             | South Australia              | 1969–1987            |
| Alan Jarman        | Liberal Party of Australia         | Deakin             | Victoria                     | 1966–1983            |
| Harry Jenkins      | Australian Labor Party             | Scullin            | Victoria                     | 1969–1985            |
| Les Johnson        | Australian Labor Party             | Hughes             | New South Wales              | 1955–1966, 1969–1984 |
| Barry Jones        | Australian Labor Party             | Lalor              | Victoria                     | 1977–1998            |
| Charles Jones      | Australian Labor Party             | Newcastle          | New South Wales              | 1958–1983            |
| David Jull         | Liberal Party of Australia         | Bowman             | Queensland                   | 1975–1983, 1984–2007 |
| Bob Katter         | National Country Party             | Kennedy            | Queensland                   | 1966–1990            |
| Paul Keating       | Australian Labor Party             | Blaxland           | New South Wales              | 1969–1996            |
| Ros Kelly          | Australian Labor Party             | Canberra           | Australian Capital Territory | 1980–1995            |
| Lewis Kent         | Australian Labor Party             | Hotham             | Victoria                     | 1980–1990            |
| John Kerin         | Australian Labor Party             | Werriwa            | New South Wales              | 1972–1975, 1978–1994 |
| Jim Killen         | Liberal Party of Australia         | Moreton            | Queensland                   | 1955–1983            |
| Dick Klugman       | Australian Labor Party             | Prospect           | New South Wales              | 1969–1990            |
| Bruce Lloyd        | National Country Party             | Murray             | Victoria                     | 1971–1996            |
| Stephen Lusher     | National Country Party             | Hume               | New South Wales              | 1974–1984            |
| Phillip Lynch 6    | Liberal Party of Australia         | Flinders           | Victoria                     | 1966–1982            |
| Michael MacKellar  | Liberal Party of Australia         | Warringah          | New South Wales              | 1969–1994            |
| Sandy Mackenzie    | National Country Party             | Calare             | New South Wales              | 1975–1983            |
| Ian Macphee        | Liberal Party of Australia         | Balaclava          | Victoria                     | 1974–1990            |
| Michael Maher 5    | Australian Labor Party             | Lowe               | New South Wales              | 1982–1987            |
| Ross McLean        | Liberal Party of Australia         | Perth              | Western Australia            | 1975–1983            |
| John McLeay 2      | Liberal Party of Australia         | Boothby            | South Australia              | 1966–1981            |
| Leo McLeay         | Australian Labor Party             | Grayndler          | New South Wales              | 1979–2004            |
| Leslie McMahon     | Australian Labor Party             | Sydney             | New South Wales              | 1975–1983            |
| William McMahon 5  | Liberal Party of Australia         | Lowe               | New South Wales              | 1949–1981            |
| Tom McVeigh        | National Country Party             | Darling Downs      | Queensland                   | 1972–1988            |
| John Mildren       | Australian Labor Party             | Ballarat           | Victoria                     | 1980–1990            |
| Clarrie Millar     | National Country Party             | Wide Bay           | Queensland                   | 1974–1990            |
| Peter Milton       | Australian Labor Party             | La Trobe           | Victoria                     | 1980–1990            |
| John Moore         | Liberal Party of Australia         | Ryan               | Queensland                   | 1975–2001            |
| Peter Morris       | Australian Labor Party             | Shortland          | New South Wales              | 1972–1998            |
| Bill Morrison      | Australian Labor Party             | St George          | New South Wales              | 1969–1975, 1980–1984 |
| John Mountford     | Australian Labor Party             | Banks              | New South Wales              | 1980–1990            |
| Kevin Newman       | Liberal Party of Australia         | Bass               | Tasmanien                    | 1975–1984            |
| Peter Nixon        | National Country Party             | Gippsland          | Victoria                     | 1961–1983            |
| Frank O’Keefe      | National Country Party             | Paterson           | New South Wales              | 1969–1984            |
| Andrew Peacock     | Liberal Party of Australia         | Kooyong            | Victoria                     | 1966–1994            |
| James Porter       | Liberal Party of Australia         | Barker             | South Australia              | 1975–1990            |
| Peter Reith 6      | Liberal Party of Australia         | Flinders           | Victoria                     | 1982–1983, 1984–2001 |
| Eric Robinson 1    | Liberal Party of Australia         | McPherson          | Queensland                   | 1972–1990            |
| Ian Robinson       | National Country Party             | Cowper             | New South Wales              | 1963–1981            |
| Allan Rocher 3     | Liberal Party of Australia         | Curtin             | Western Australia            | 1981–1998            |
| Philip Ruddock     | Liberal Party of Australia         | Dundas             | New South Wales              | 1973–present         |
| Murray Sainsbury   | Liberal Party of Australia         | Eden-Monaro        | New South Wales              | 1975–1983            |
| Gordon Scholes     | Australian Labor Party             | Corio              | Victoria                     | 1967–1993            |
| John Scott         | Australian Labor Party             | Hindmarsh          | South Australia              | 1980–1993            |
| Peter Shack        | Liberal Party of Australia         | Tangney            | Western Australia            | 1977–1983, 1984–1993 |
| Roger Shipton      | Liberal Party of Australia         | Higgins            | Victoria                     | 1975–1990            |
| Ian Sinclair       | National Country Party             | New England        | New South Wales              | 1963–1998            |
| Billy Snedden      | Liberal Party of Australia         | Bruce              | Victoria                     | 1955–1983            |
| John Spender       | Liberal Party of Australia         | North Sydney       | New South Wales              | 1980–1990            |
| Tony Street        | Liberal Party of Australia         | Corangamite        | Victoria                     | 1966–1984            |
| Grant Tambling     | Country Liberal Party of Australia | Northern Territory | Northern Territory           | 1980–1983            |
| Andrew Theophanous | Australian Labor Party             | Burke              | Victoria                     | 1980–2001            |
| David Thomson      | National Country Party             | Leichhardt         | Queensland                   | 1975–1983            |
| Wilson Tuckey      | Liberal Party of Australia         | O’Connor           | Western Australia            | 1980–2010            |
| Tom Uren           | Australian Labor Party             | Reid               | New South Wales              | 1958–1990            |
| Ian Viner          | Liberal Party of Australia         | Stirling           | Western Australia            | 1972–1983            |
| Laurie Wallis      | Australian Labor Party             | Grey               | South Australia              | 1969–1983            |
| Stewart West       | Australian Labor Party             | Cunningham         | New South Wales              | 1977–1993            |
| Peter White 1      | Liberal Party of Australia         | McPherson          | Queensland                   | 1981–1990            |
| Ralph Willis       | Australian Labor Party             | Gellibrand         | Victoria                     | 1972–1998            |
| Ian Wilson         | Liberal Party of Australia         | Sturt              | South Australia              | 1966–1969, 1972–1993 |
| Mick Young         | Australian Labor Party             | Port Adelaide      | South Australia              | 1974–1988            |

1 Eric Robinson (Liberal Party of Australia) starb am 1. Januar 1981. Die dadurch resultierende Nachwahl am 21. Februar 1981 in McPherson gewann Peter White (Liberal Party of Australia).
2 John McLeay (Liberal Party of Australia) trat am 22. Januar 1981 zurück. Die dadurch resultierende Nachwahl am 21. Februar 1981 in Boothby gewann Steele Hall (Liberal Party of Australia).
3 Victor Garland (Liberal Party of Australia) trat am 22. Januar 1981 zurück. Die dadurch resultierende Nachwahl am 21. Februar 1981 in Curtin gewann Allan Rocher (Liberal Party of Australia).
4 Robert Ellicott (Liberal Party of Australia) trat am 17. Februar 1981 zurück. Die dadurch resultierende Nachwahl am 11. April 1981 in Wentworth gewann Peter Coleman (Liberal Party of Australia).
5 William McMahon (Liberal Party of Australia) trat am 4. Januar 1982 zurück. Die dadurch resultierende Nachwahl am 13. März 1982 in Lowe gewann Michael Maher (Australian Labor Party).
6 Phillip Lynch (Liberal Party of Australia) trat am 22. Oktober 1982 zurück. Die dadurch resultierende Nachwahl am 4. Dezember 1983 in Flinders gewann Peter Reith (Australian Labor Party).